# Wrattige voelsprietvis
De wrattige voelsprietvis (Antennarius maculatus) is een straalvinnige vissensoort uit de familie van voelsprietvissen (Antennariidae). De wetenschappelijke naam van de soort is voor het eerst geldig gepubliceerd in 1840 door Desjardins.

## Kenmerken
Deze vis heeft een onregelmatig gevormd, geelkleurig, bontgevlekt lichaam met een lange rugvinstekel. Aan de top daarvan bevindt zich een kleurig huidflapje, dat dient om prooien binnen het bereik van zijn kaken te lokken. Voor dit doel laat hij dit orgaantje als een vis kronkelen. De lichaamslengte bedraagt maximaal 11,5 cm.

## Verspreiding en leefgebied
Deze soort komt voor in de Indische- en westelijke Grote Oceaan op koraalriffen.